# Explosões na usina petroquímica de Jilin de 2005

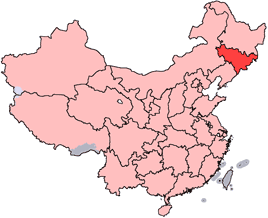
Localização da província de Jilin

As explosões na usina petroquímica de Jilin são uma série de explosões que se produziram numa usina petroquímica da cidade de Jilin, na província do mesmo nome, na China, em 13 de novembro de 2005 e que tiveram como conseqüência uma importante fuga de benzeno e de nitrobenzeno ao rio Songhua, um importante afluente do rio Amur. 
No dia 24 de novembro de 2005, uma mancha de benzeno, um produto cancerígeno, de 80 km de longitude, atravessava a cidade de Harbin, a capital do Heilongjiang e uma das cidades mais povoadas do país com mais de nove milhões de habitantes. Harbin suspendeu temporariamente seu fornecimento de água.

## Explosões

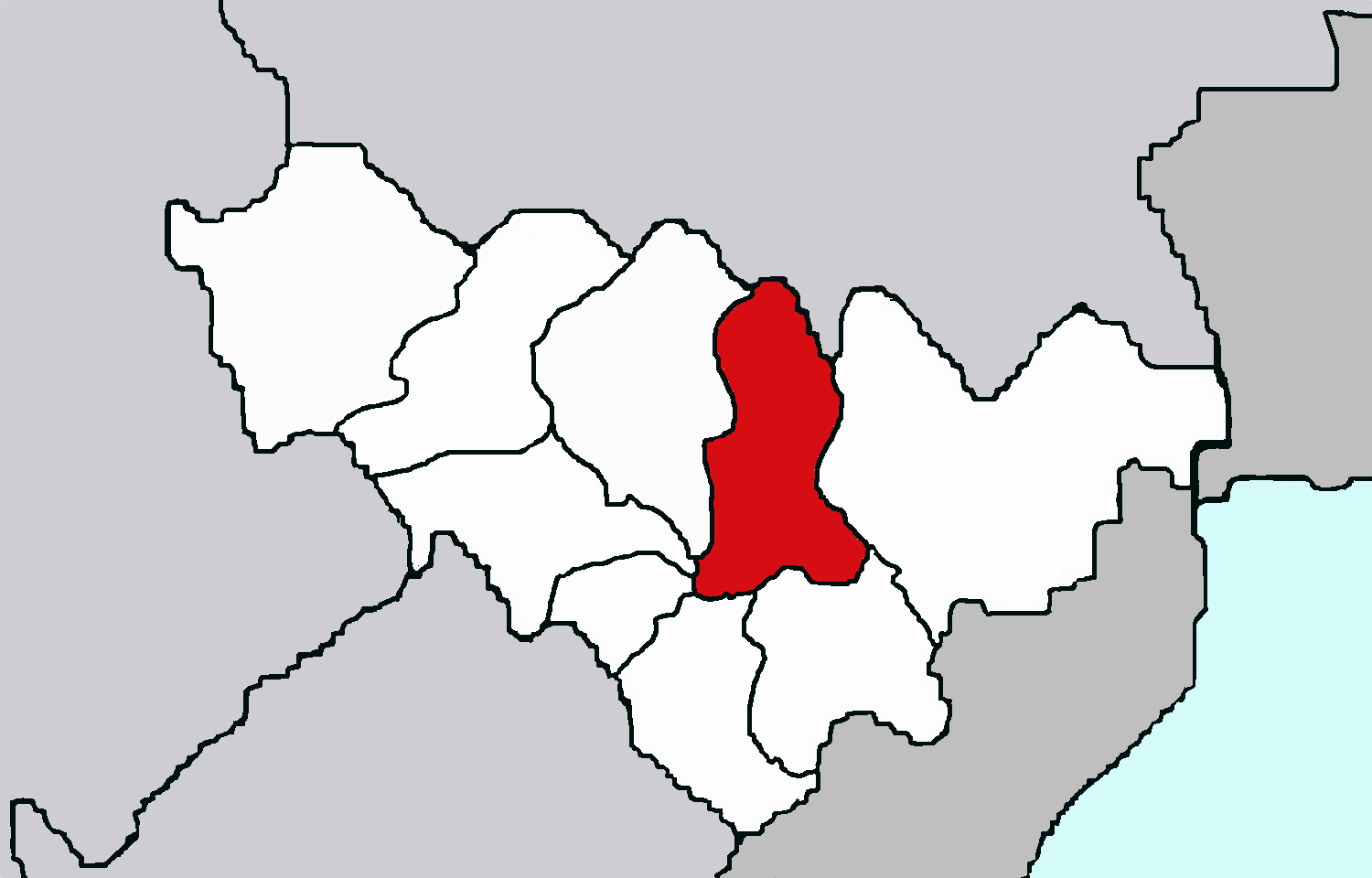
Localização da cidade de Jilin (em vermelho) na Província de Jilin (em branco)

As explosões produziram-se numa usina petroquímica da Jilin/Petrochemical Corporation (administrada pela China National Petroleum Corporation), em Jilin, e teriam causado pelo menos cinco mortos ou desaparecidos, bem como 70 feridos. A agência chinesa do meio ambiente (SEPA, State Environmental Protection Administration of China) confirmou oficialmente o acidente em 23 de novembro de 2005, ou seja, 10 dias depois da catástrofe. 
As causas das explosões ainda são desconhecidas, mas foram evacuadas mais de 10.000 pessoas, incluindo os habitantes e os estudantes de uma universidade, por medo de haver outras explosões e uma contaminação do local. A companhia admitiu numa roda de imprensa que a causa residiu num congestionamento de produtos químicos numa tubagem que não se trataram corretamente.

## Poluição da água

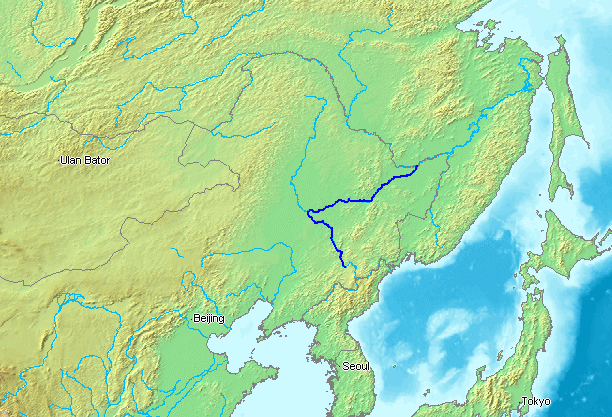
Rio Songhua

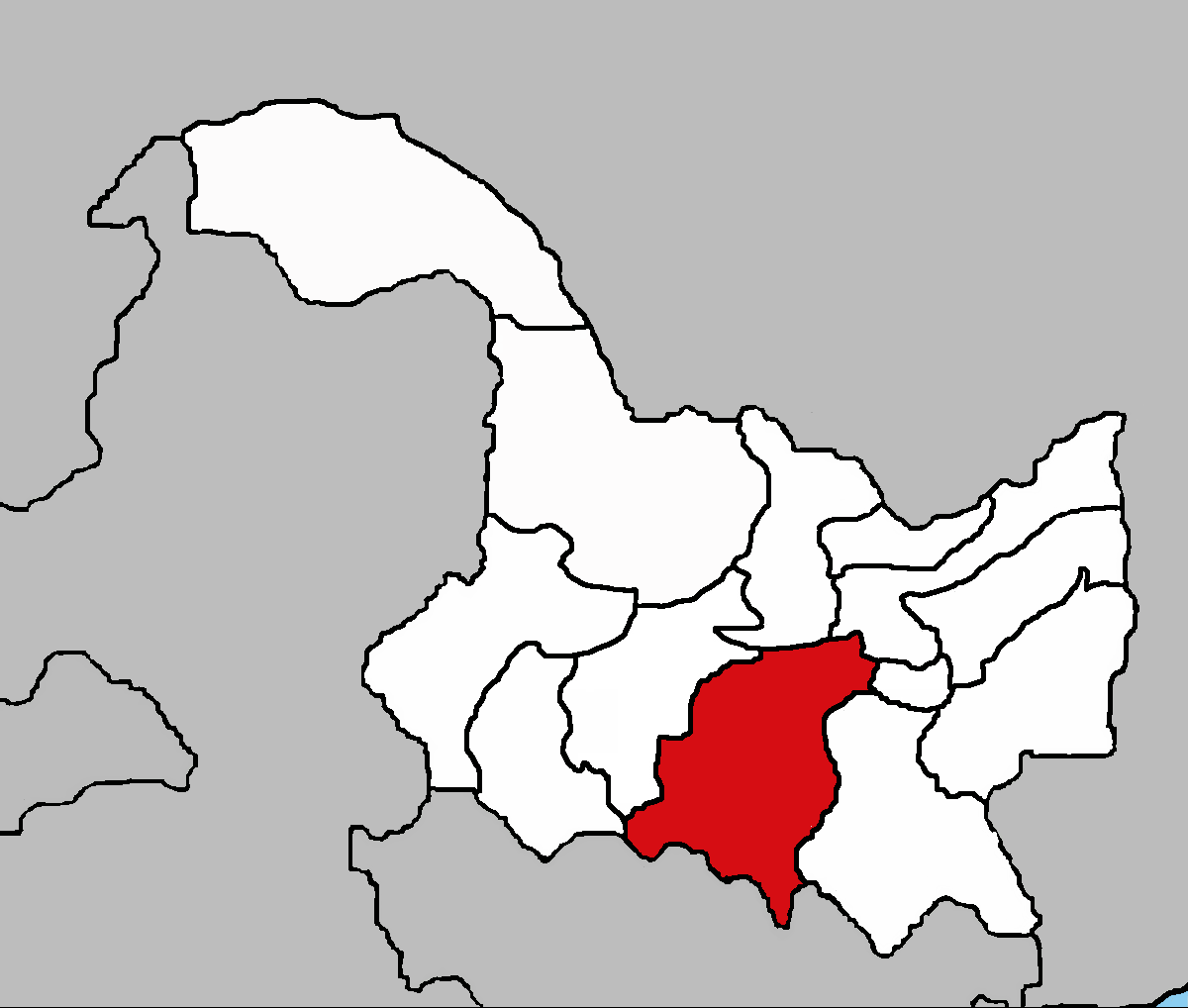
Situação da cidade de Harbin (em vermelho) na Província de Heilongjiang (em branco)

A explosão contaminou gravemente o rio Songhua de benzeno. A proporção de benzeno na água superava 100 vezes o nível máximo tolerado o dia da explosão, mas agora seria 29 vezes mais alta do normal. A 380 km (rio abaixo) de Jilin encontra-se a metrópole de Harbin, uma das maiores cidades chinesas, que depende do rio Songhua para seu fornecimento de água. 
Em 21 de novembro, as autoridades de Harbin anunciaram a suspensão da distribuição da água pela rede pública a partir da terça-feira 22 de novembro, decisão que se tomou antes do anúncio oficial da catástrofe e que não a mencionava.
Em 22 de novembro, as autoridades fizeram um novo anúncio e mencionaram explicitamente esta vez as explosões de Jilin. O fechamento da rede se deslocou ao 23 de novembro a meia-noite, por uma duração de 4 dias. O fornecimento de água restabeleceu-se esse dia entre as 9h e as 20h com o fim de permitir aos habitantes fazer provisões de água, não tendo chegado ainda a mancha à cidade. A mancha de benzeno chegou à cidade o dia 24, pela manhã. 
Depois de Harbin, a mancha deveria chegar à cidade de Jiamusi para o 26 de novembro, e em médio prazo, ao rio Amur e à cidade russa de Khabarovsk (população: 600 000) para princípios de dezembro.
O evento originou uma corrida às compras na China.